# Conclave del 1523
Il conclave del 1523 fu convocato alla morte di papa Adriano VI, ultimo papa non italiano fino a Giovanni Paolo II. La scelta ricadde sul cardinale italiano Giulio Zanobi di Giuliano de' Medici che assunse il nome di Clemente VII.

## La morte di Adriano VI
Adriano VI morì il 14 settembre 1523 all'età di 64 anni. Il Papa non godette mai della simpatia dei romani a causa delle sue origini fiamminghe. A quel tempo la riforma luterana aveva già avviato un movimento significativo in Germania. Adriano VI, essendo un ex inquisitore, aveva sempre trattato Martin Lutero come un semplice eretico, ma allo stesso tempo riuscì a comprendere la necessità di un cambiamento urgente e radicale nella Chiesa cattolica, con particolare attenzione per la Curia romana. Nel giro di un anno del suo pontificato riuscì a riformare la curia e a riorganizzare le finanze del papato, lasciate in condizioni terribili dai suoi predecessori, e, soprattutto, si discostò dalle fastose abitudini dei pontefici precedenti, conducendo uno stile di vita modesto e austero. Tuttavia a Roma il papa era molto impopolare, tanto che la popolazione definiva sprezzantemente il suo pontificato come un "interregno fiammingo" e perfino, alla sua morte, salutò il suo successore come salvatore della patria.

## Svolgimento
Il Conclave iniziò il 1º ottobre con la partecipazione di 35 cardinali. Fin dalla prima votazione emersero come favoriti il cardinale De Medici e il cardinale Colonna. In nessuna delle prime otto votazioni alcun candidato riuscì a ottenere il quorum richiesto per l'elezione, visto che si erano venute a formare varie fazioni che provocarono la dispersione di vari voti a scrutinio. Solo alla decima giornata di conclave i cardinali riuscirono a far convergere i loro voti sul cardinale Giulio de' Medici, che divenne papa con il nome di Clemente VII.

### Presenti in conclave
| Nome                                            | Paese                 | Titolo                                                                                    | Ruolo | Nascita    | Concistoro |
| ----------------------------------------------- | --------------------- | ----------------------------------------------------------------------------------------- | --- | ---------- | ---------- |
| Bernardino López de Carvajal                    | Corona d'Aragona      | Cardinale vescovo di Ostia; Velletri                                                      | Decano del Collegio Cardinalizio; Vescovo di Plasencia; Governatore di Velletri                                                                                                   | 08/09/1456 | 20/09/1493 |
| Domenico Grimani                                | Repubblica di Venezia | Cardinale vescovo di Porto e Santa Rufina; Cardinale presbitero in commendam di San Marco | Sottodecano del Collegio cardinalizio; Amministratore apostolico di Urbino | 19/02/1461 | 20/09/1493 |
| Francesco Soderini                              | Repubblica di Firenze | Cardinale vescovo di Palestrina                                                           | Vescovo di Vicenza; Amministratore apostolico di Anagni | 10/06/1453 | 31/05/1503 |
| Niccolò Fieschi                                 | Repubblica di Genova  | Cardinale vescovo di Sabina; Cardinale presbitero di Santa Prisca                         | Amministratore apostolico di Agde e di Tolone | 1456       | 31/05/1503 |
| Alessandro Farnese                              | Stato Pontificio      | Cardinale Vescovo di Frascati; eletto papa con il nome di Paolo III nel conclave del 1534 | Arciprete della Basilica di San Giovanni in Laterano; Vescovo di Parma Amministratore apostolico di Saint-Pons-de-Thomières                                                       | 29/02/1468 | 20/09/1493 |
| Innocenzo Cybo                                  | Repubblica di Genova  | Cardinale diacono di Santa Maria in Domnica                                               | Arcivescovo metropolita di Genova; Amministratore apostolico di Torino e di Marsiglia; Abate commendatario di Saint-Pons de Nice                                                  | 25/08/1491 | 23/09/1513 |
| Giovanni Piccolomini                            | Repubblica di Siena   | Cardinale presbitero di Santa Balbina                                                     | Arcivescovo di Siena; Amministratore apostolico dell'Aquila | 09/10/1475 | 01/07/1517 |
| Giovanni Domenico de Cupis                      | Stato Pontificio      | Cardinale presbitero di San Giovanni a Porta Latina                                       | Camerlengo del Collegio cardinalizio; Amministratore apostolico di Trani e di Recanati                                                                                            | 1493       | 01/07/1517 |
| Andrea della Valle                              | Stato Pontificio      | Cardinale presbitero di Sant'Agnese in Agone                                              | Vescovo di Crotone; Vescovo di Mileto; Amministratore apostolico di Gallipoli; Archimandrita del Santissimo Salvatore; Arciprete della Basilica Liberiana di Santa Maria Maggiore | 29/11/1463 | 01/07/1517 |
| Bonifacio Ferrero                               | Ducato di Savoia      | Cardinale presbitero dei Santi Nereo e Achilleo                                           | Vescovo emerito di Vercelli | 1476       | 01/07/1517 |
| Antonio Maria Ciocchi del Monte                 | Repubblica di Firenze | Cardinale vescovo di Albano                                                               | Abate commendatario di Leno; Protettore del Santuario della Santa Casa di Loreto; Amministratore apostolico di Novara                                                             | 01/09/1461 | 10/03/1511 |
| Pietro Accolti                                  | Repubblica di Firenze | Cardinale presbitero di Sant'Eusebio                                                      | Vescovo emerito di Ancona e Numana | 15/03/1455 | 10/03/1511 |
| Achille Grassi                                  | Stato Pontificio      | Cardinale presbitero di Santa Maria in Trastevere                                         | Amministratore apostolico di Bologna e di Pomesania | 16/02/1456 | 10/03/1511 |
| Lorenzo Pucci                                   | Repubblica di Firenze | Cardinale presbitero dei Santi Quattro Coronati                                           | Penitenziere Maggiore; Amministratore apostolico di Melfi; | 18/08/1458 | 23/09/1513 |
| Giulio de' Medici                               | Repubblica di Firenze | Cardinale presbitero di San Lorenzo in Damaso; eletto papa                                | Arcivescovo metropolita di Firenze e di Narbona; Vice-cancelliere di Santa Romana Chiesa; Signore di Firenze                                                                      | 26/05/1478 | 23/09/1513 |
| Giovanni Battista Pallavicini                   | Repubblica di Genova  | Cardinale presbitero di Sant'Apollinare alle Terme Neroniane-Alessandrine                 | Vescovo di Cavaillon; Amministratore apostolico di Lesina | 1480       | 01/07/1517 |
| Scaramuccia Trivulzio                           | Ducato di Milano      | Cardinale presbitero di San Ciriaco alle Terme Diocleziane                                | Amministratore apostolico di Piacenza | 1465       | 01/07/1517 |
| Pompeo Colonna                                  | Stato Pontificio      | Cardinale presbitero dei Santi XII Apostoli                                               | Amministratore apostolico di Catania e di Potenza | 12/05/1479 | 01/07/1517 |
| Domenico Giacobazzi                             | Stato Pontificio      | Cardinale presbitero in commendam di San Lorenzo in Panisperna e di San Clemente          | Amministratore apostolico di Cassano all'Jonio | 1444       | 01/07/1517 |
| Lorenzo Campeggi                                | Ducato di Milano      | Cardinale presbitero di Sant'Anastasia                                                    | Prefetto del Supremo Tribunale della Segnatura Apostolica; Nunzio apostolico emerito in Austria                                                                                   | 07/11/1474 | 01/07/1517 |
| Ferdinando Ponzetti                             | Repubblica di Firenze | Cardinale presbitero di San Pancrazio fuori le mura                                       | Vescovo di Grosseto | 1444       | 01/07/1517 |
| Marco Corner                                    | Repubblica di Venezia | Cardinale diacono di Santa Maria in Via Lata; Cardinale protodiacono                      | Patriarca titolare di Costantinopoli; Vescovo di Padova; Arciprete della Basilica di San Pietro; Amministratore apostolico di Verona                                              | 1482       | 28/09/1500 |
| Sigismondo Gonzaga                              | Marchesato di Mantova | Cardinale diacono di Santa Maria Nuova                                                    | Amministratore apostolico di Mantova; Abate generale dell'Ordine di Grandmont | 1469       | 01/12/1505 |
| Silvio Passerini                                | Repubblica di Firenze | Cardinale presbitero di San Lorenzo in Lucina                                             | Vescovo di Cortona; Legato apostolico di Perugia e dell'Umbria | 1469       | 01/07/1517 |
| Francesco Armellini Pantalassi de' Medici       | Repubblica di Firenze | Cardinale presbitero di San Callisto                                                      | Camerlengo di Santa Romana Chiesa; Legato apostolico della Marca Anconitana | 13/07/1469 | 01/07/1517 |
| Egidio da Viterbo, O.E.S.A.                     | Stato Pontificio      | Cardinale presbitero di San Matteo in Merulana                                            | Priore Generale emerito dell'Ordine di Sant'Agostino | 1469       | 01/07/1517 |
| Jean III de Lorraine                            | Regno di Francia      | Cardinale diacono di Sant'Onofrio                                                         | Principe-Vescovo di Metz; Abate commendatario di Gorze, Saint-Géraud d'Aurillac e di Sainte-Trinité de Fécamp; Amministratore apostolico di Thérouanne                            | 09/04/1498 | 28/05/1518 |
| Cristoforo Numai, O.F.M.                        | Stato Pontificio      | Cardinale presbitero di Santa Maria in Aracoeli                                           | Amministratore apostolico di Alatri e di Isernia | 1450 ca.   | 01/07/1517 |
| Guillén-Ramón de Vich y de Vallterra            | Corona d'Aragona      | Cardinale presbitero di San Marcello                                                      | Vescovo di Barcellona; Amministratore apostolico di Cefalù | 1462 ca.   | 01/07/1517 |
| Franciotto Orsini                               | Stato Pontificio      | Cardinale diacono di Santa Maria in Cosmedin                                              | Amministratore apostolico di Bojano | 1473       | 01/07/1517 |
| Willem Enckenwoirt                              | Paesi Bassi asburgici | Cardinale presbitero dei Santi Giovanni e Paolo                                           | Vescovo di Tortosa | 22/01/1464 | 10/09/1523 |
| Paolo Emilio Cesi                               | Stato Pontificio      | Cardinale presbitero di San Nicola fra le Immagini                                        | Amministratore apostolico di Sion | 1482       | 01/07/1517 |
| Louis de Bourbone-Vendôme                       | Regno di Francia      | Cardinale presbitero dei Santi Silvestro e Martino ai Monti                               | Vescovo di Laon; Amministratore apostolico di Le Mans; Abate commendatario di Saint-Pierre d'Orbais                                                                               | 02/01/1493 | 01/07/1517 |
| Alessandro Cesarini                             | Stato Pontificio      | Cardinale diacono dei Santi Sergio e Bacco                                                | Amministratore apostolico di Pamplona | 1475 ca.   | 01/07/1517 |
| Giovanni Salviati                               | Repubblica di Firenze | Cardinale diacono dei Santi Cosma e Damiano                                               | Amministratore apostolico di Ferrara | 24/03/1490 | 01/07/1517 |
| François Guillaume de Castelnau-Clermont-Ludève | Regno di Francia      | Cardinale presbitero di Santo Stefano al Monte Celio                                      | Cardinale protopresbitero; Legato apostolico di Avignone; Arcivescovo metropolita di Auch; Vescovo di Valence e Die                                                               | 1480       | 29/11/1503 |
| Niccolò Ridolfi                                 | Repubblica di Firenze | Cardinale diacono dei Santi Vito e Modesto in Macello Martyrum                            | Prevosto di Santo Stefano di Prato; Amministratore apostolico di Orvieto | 16/07/1501 | 01/07/1517 |
| Ercole Rangoni                                  | Stato Pontificio      | Cardinale diacono di Sant'Agata dei Goti                                                  | Vescovo di Modena; Amministratore apostolico di Adria | 1491       | 01/07/1517 |
| Agostino Trivulzio                              | Ducato di Milano      | Cardinale diacono di Sant'Adriano al Foro                                                 | Amministratore apostolico di Bobbio e di Alessano | 27/09/1485 | 01/07/1517 |
| Francesco Pisani                                | Repubblica di Venezia | Cardinale diacono di San Teodoro                                                          | futuro vescovo di Padova e Treviso | 1494       | 01/07/1517 |

### Assenti in conclave
| Nome                                  | Paese                           | Titolo                                        | Ruolo | Nascita    | Concistoro | Creato da |
| ------------------------------------- | ------------------------------- | --------------------------------------------- | --- | ---------- | ---------- | --------- |
| Alfonso d'Aviz                        | Regno del Portogallo            | Cardinale diacono                             | Vescovo di Viseu; Vescovo di Thérouanne | 23/04/1509 | 01/07/1517 |           |
| Tommaso De Vio, O.P.                  | Regno di Napoli                 | Cardinale presbitero di San Sisto             | Arcivescovo di Gaeta; Legato pontificio in Ungheria e Boemia                                                                                        | 20/02/1469 | 01/07/1517 |           |
| Thomas Wolsey                         | Regno d'Inghilterra             | Cardinale presbitero di Santa Cecilia         | Arcivescovo metropolita di York; Lord Cancelliere; Amministratore apostolico di Bath e Wells e di Durham; Legato pontificio a latere in Inghilterra | 15/03/1471 | 10/09/1515 |           |
| Matthäus Lang von Wellenburg          | Principato vescovile di Augusta | Cardinale diacono di Sant'Angelo in Pescheria | Arcivescovo metropolita di Salisburgo; Vescovo di Cartagena                                                                                         | 1468       | 10/03/1511 |           |
| Albrecht von Brandenburg-Hohenzollern | Marca di Brandeburgo            | Cardinale presbitero di San Pietro in Vincoli | Arcivescovo metropolita di Magdeburgo e di Magonza; Primate di Germania e Legatus natus a Magdeburgo; Amministratore apostolico di Halberstadt      | 28/06/1490 | 24/03/1518 |           |
| Eberhard von der Mark                 | Sacro Romano Impero             | Cardinale presbitero di San Crisogono         | Principe-vescovo di Liegi; Vescovo di Chartres; Arcivescovo metropolita di Valencia                                                                 | 31/05/1472 | 09/08/1520 |           |

Quattro nominati da Leone X, uno da Giulio II e uno da Adriano VI.